# The Concrete Confessional
The Concrete Confessional är det amerikanska hardcorepunkbandet Hatebreeds sjunde studioalbum, utgivet i maj 2016 på Nuclear Blast Records i USA och Europa.
Albumet nådde plats 25 på Billboard-listan.
En visualizervideo spelades in till "A.D." och musikvideor till "Looking Down the Barrel of Today", "Seven Enemies" och "Something's Off".

## Låtlista
1. "A.D" – 2:50
2. "Looking Down the Barrel of Today" – 2:41
3. "Seven Enemies" – 2:05
4. "In the Walls" – 2:10
5. "From Grace We've Fallen" – 2:41
6. "Us Against Us" – 2:04
7. "Something's Off" – 3:49
8. "Remember When" – 2:40
9. "Slaughtered in Their Dreams" – 2:16
10. "The Apex Within" – 2:29
11. "Walking the Knife" – 2:36
12. "Dissonance" – 2:12
13. "Serve Your Masters" – 2:55

## Medverkande

### Musiker
- Jamey Jasta – sång
- Wayne Lozinak – leadgitarr
- Frank Novinec – rytmgitarr
- Chris Beattie – basgitarr
- Matt Byrne – trummor